# Panoplia

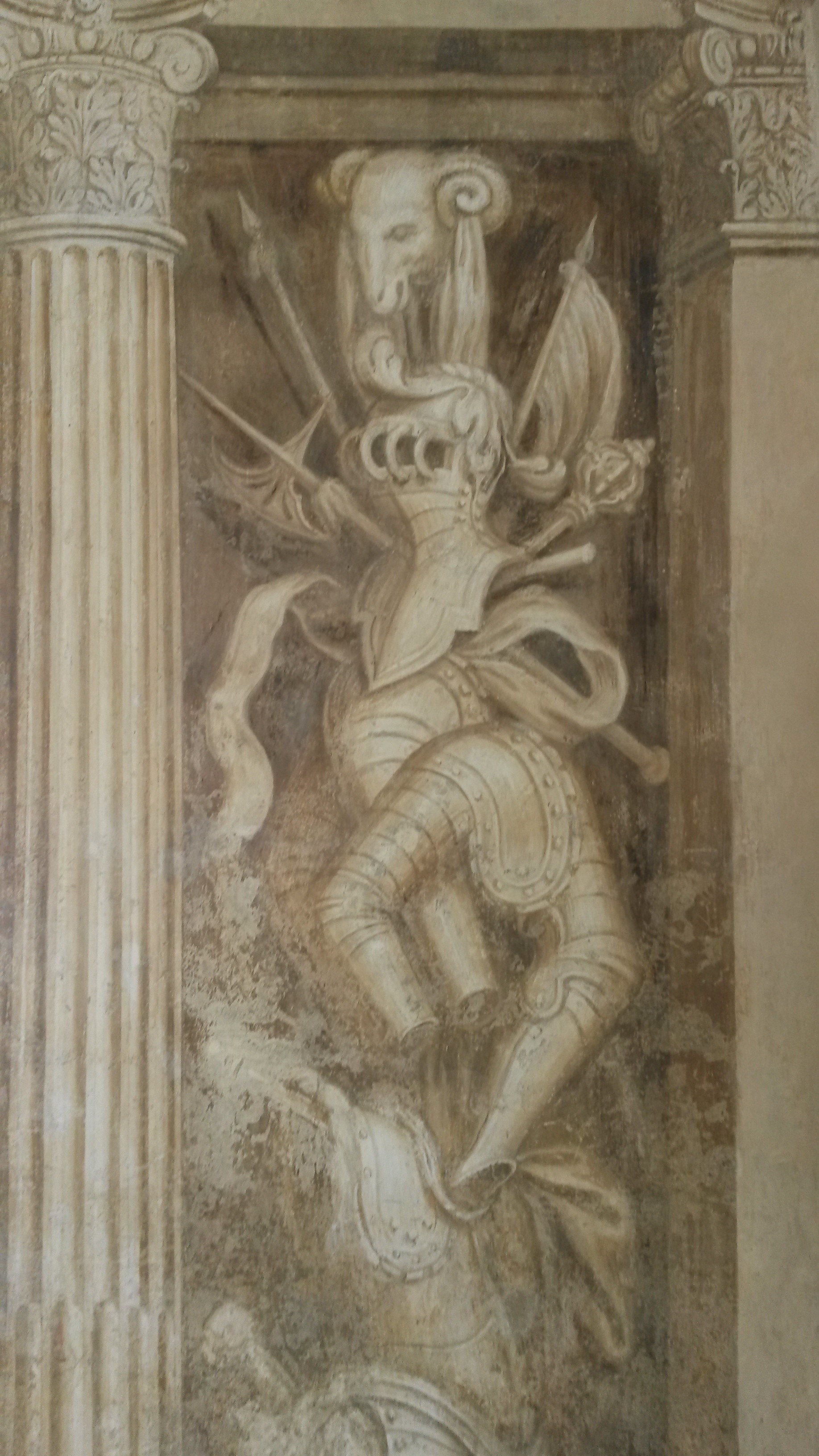
Paolo Farinati, Panoplia, 1590 circa, affresco, Villa Nichesola-Conforti, Ponton di Sant'Ambrogio di Valpolicella (Verona)

Panoplia (in greco antico: πανοπλία?, letteralmente "armatura completa", da πᾶν pan "tutto" e ὅπλον hòplon "arma") era il nome dell'armatura degli opliti e dei soldati pesanti dell'antica Grecia.

## Descrizione
Panoplia è il termine usato per indicare l'insieme delle armi di offesa quali spada (ξίφος xìphos), lancia (δóρυ dòry) e di difesa quali elmo (κράνος krànos), scudo (ἀσπίς aspìs), corazza (formata da due pezzi, θώραξ thórax e ἐπιβραξιωνίος epibraxiōníos, i quali proteggevano rispettivamente il petto e il ventre), bracciali (ἐπιπηχύον epipēkhýon), schinieri (κνημίς knēmìs) e le protezioni per le caviglie (ἐπισφύριον episphýrion) e per i piedi (ἐπιποδίον epipodíon) in dotazione agli opliti ellenici. Il tutto pesava tra i 22 e i 35 kg.

## Storia del termine
Il termine venne successivamente usato per indicare i trofei e i motivi ornamentali che si trovano nei fregi di diversi monumenti romani di carattere celebrativo di imprese vittoriose e ripresi come motivo ornamentale, posto sui muri, nei secoli successivi.
Applicata alle armature di epoche successive, il termine panoplia non venne usato sino alla fine del XVI secolo e all'inizio del XVII secolo, venendo allora usata per descrivere il set completo di armatura a piastre che ricopre l'intero corpo.